# شوان (مکلنبورگ-فورپومن)
شهر شوان (به آلمانی: Schwaan) در ایالت مکلنبورگ-فورپومن در کشور آلمان واقع شده‌است.